# Леший
Ле́ший (бел. лясу́н, лесаві́к, укр. лісови́к; существует множество региональных и оценочных наименований) — дух-хозяин леса в мифологии восточных славян. Леший был одним из самых популярных славянских мифологических персонажей и, учитывая современный упадок мифологической традиции, сохраняет относительную популярность и сейчас. Традиционный образ лешего сложен, многогранен и расплывчат.
В мифологических рассказах леший предстаёт в виде растительного, животного или антропоморфного существа. Для лешего также обычно появляться в виде родственников и знакомых. Леший описывался то как гигант, то как карлик; есть поверья, что он мог изменять свой рост. Если леший одет, то в целом так же, как обычный человек. Часто его сопровождает сильный ветер, или сам он может представать им. У лешего отсутствует тень. Он может становиться невидимым. Леший обладает огромной силой. Ему приписывается всё разнообразие лесных звуков, но он может разговаривать и по-человечески.
Чаще леший представлялся одиноким существом, считалось, что в одном лесу только один леший, но в ряде мифологических рассказов лешие собираются вместе и живут семьями и даже деревнями (жена лешего — лешачиха или похищенная девушка, дети — собственные лешачата или также похищенные). Леший может изображаться имеющим степенный характер, а может как любитель повеселиться, то он сильный и страшный, то глуповатый. Как хозяин, леший заботится о лесе, охраняет его, является покровителем лесных животных и растений.
Отношение к лешему в народе было двойственным. С одной стороны, его причисляли к враждебной человеку и опасной для него нечистой силе, впрочем, чаще не целенаправленно вредящей людям, а проказничающей, но делающей это грубо и зло. С другой стороны, лешего считали справедливым хозяином леса, который не станет вредить просто так, но может наказать за ненадлежащее поведение в его владениях, а может и помочь человеку. По народным представлениям, леший мог обеспечить удачу на охоте и благополучный выпас скота, для этого охотникам и пастухам было необходимо принести ему дар и заключить с ним договор.
Блуждания человека в лесу связывали с воздействием лешего. Также, прикинувшись знакомым, леший может маячить впереди на расстоянии, не давая себя догнать. Считалось, что избавиться от лешего можно при помощи или молитвы, или матерной брани, оберегов и других средств. Чтобы снять его чары, нужно переодеть свою одежду наоборот. С лешим связывали пропажу людей и скота в лесу. Как повод для «похищения» рассматривали проклятие в виде посылания «к лешему». Леший может подменивать младенцев на полено или на своего уродливого ребёнка. Похищенных девушек лешие берут себе в жёны и могут заводить с ними детей. Чтобы найти пропавших, предпринимали не только обычные поиски, но и совершали обряд «отведывания» — преподносили дар или угрожали магией или заступничеством святых.
Лешему приписывали способность предсказывать будущее, в связи с чем существовали ритуалы его вызывания и гаданий. В бывальщинах и сказках леший мог беспрепятственно общаться с людьми, иногда он принимал от них помощь, за что щедро благодарил. Леший является популярным персонажем художественных произведений. Благодаря этому его образ обрёл новые черты, не всегда соответствующие традиционным представлениям.

## Распространение мифа и наименования
Наиболее распространённое в русском языке по отношению к этому персонажу слово леший означало «лесной», «лесистый» (например, «лешая земля», «лешие яблоки»). Но есть множество других имён, распространённых в разных регионах. Только у русских их упоминается более сотни. Такое многообразие связано с запретом на произнесение настоящих имён духов. При сохранении веры в этого персонажа его называли вежливыми выражениями («лесной хозяин» и т. п.), слово «леший» считалось неуважением по отношению к духу и распространилось после упадка культа, изначально среди горожан:190:95. Указание на родство в именах (дедушка, дядя) объясняется славянской традицией брататься с опасным духом, считалось, что названный родственником дух не станет вредить человеку:188-189. В быличках не всегда даётся имя духа, с которым столкнулся рассказчик, в таком случае персонаж определяется собирателем или исследователем, если это возможно, по чертам, характерным для определённого образа в данном регионе:13-22.
| Наименования лешего                                         | Русский язык | Белорусский язык                                                                           | Украинский язык                      |
| ----------------------------------------------------------- | --- | ------------------------------------------------------------------------------------------ | ------------------------------------ |
| Связанные с местом обитания:104                             | борови́к:80, борово́й:170, лес:250, леса́к, лесни́к:104, лесни́чий, лесно́й:104, лесной дядя:104, лесной житель:250, лесови́к:249, лесово́й:104, леша́к:104, лешо́й, мохови́к:80                                                                                              | лясу́н:104, лесаві́к:104, лешу́к:104, ле́шы                                                    | лісови́к:104, лісу́н:104, полісу́н:104. |
| Вежливые обращения (подчёркивается статус хозяина леса:104) | больша́к, во́льный:80, господин Шишкин:104, квартальный:104, лес праведный:250, лес честной:104:250, лесной дедушка:104, лесной херувим:314, лесной хозяин:104, лесной царь:104, лесной чиновник, он:297, сам                                                        | верасо́вы дзядо́к, дабрахо́жы, дабрахо́т, лясны́ дзед, лясны́ цар:104, лясны́ хазя́ін, часно́й ле́са | лісний хазяїн:104, лісовий бог:104   |
| Говорящие о демонической природе:104                        | алба́стый, аполло́н:170, бу́ка:170, во́рог:104, дика́рь:320, дикенький мужичок:104, дичо́к:104, ёлман:170, ёлс:104, кривой вражонок:104, лесной чёрт:104, ляд:80, него́дный:297, некошной:104, полуве́рец:320, страшный:104, проклятый:104, ши́шко:104, другая половина:104 | нячистик лясовы:104, нячистик, што по лясох скаче:104                                      | лісовий чорт:104, лісний шут:105     |
| Указывающие на внешний вид:104                              | большо́й:297, волоса́тик:105, до́лгий:105:170, красноплеший:105, мужичо́к:297, худенький:170 |                                                                                            |                                      |
| Указывающие на характерное поведение:104                    | ба́йкало:105, блуд:105, води́ло:105, гарку́н:80, зы́бочник:105, кожедёр:105, костоло́м:105, шату́н:105, щекоту́н:297 |                                                                                            |                                      |

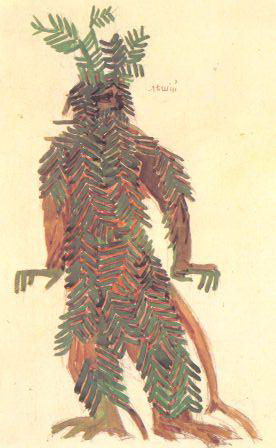
Ф. Ф. Федоровский. Эскиз костюма лешего к опере «Снегурочка», 1910 год

Слово «леший» упоминается в литературных памятниках (в текстах заговоров) начиная с XVII века:34. Образ лешего впервые зафиксирован в XVIII веке, однако существуют средневековые жития святых, в которых описываются бесы с поведением, присущим лешему:137. Начиная с конца XVIII века исследователи фольклора указывали, что леший является одним из самых часто встречающихся персонажей мифологических рассказов восточных славян:28, 32. Однако имеющиеся в распоряжении исследователей рассказы о лешем собраны в основном не ранее конца XIX века, в связи с чем они содержат как отголоски древних представлений, так и преимущественно поздние черты:17-19, 31. Леший был широко известен у русских (особенно на Севере), в меньшей степени представления о нём бытовали у восточных белорусов и восточных украинцев:104:32. Вера в леших слабела с уменьшением площади лесов; она была сильна в лесной и лесостепной полосе, искажаясь и исчезая в степях:79-80, 83. Во второй половине XIX — начале XX века образ лешего из сферы культа постепенно переходил в сферу легенд и сказаний. В XX веке сложилось представление о том, что лешие стали появляться гораздо реже, а то и вовсе исчезли, время действия в большинстве быличек о традиционных персонажах отодвинулось в прошлое, распространились сильный скептицизм по поводу существования нечистой силы:15-17, 47-48, 154-161:326:6, 10:162-164, 173, 254-255, 258-264, ироничное отношение к ней:154-161, её обезличивание:158, замена старых мифологических персонажей на современных международных. Тем не менее, леший до настоящего времени остаётся одним из самых популярных персонажей быличек:98:314:156:155.
О лешем записано множество оригинальных быличек — простых страшных историй о личной встрече рассказчика или его знакомых с лешим, бывальщин — более сложных якобы реальных историй с многокомпонентным сюжетом — и поверий — суеверных убеждений в существовании мистических связей между явлениями. Есть также немногочисленные бытовые сказки с лешим (в связи с тем, что мифологические персонажи, в отличие от персонажей сказочных, воспринимались как реальные, а не вымышленные); леший в сказках деромантизирован, приземлён, часто неорганичен и легко заменяется другим персонажем:98:35-45, 151-154.
Мифологический образ лешего, как и остальных подобных духов, сложен, многогранен, расплывчат и имеет смешанное происхождение, объединяя в себе элементы разных эпох и форм мифологического сознания:81-82:30.

## Внешний облик
Облик, в котором леший предстаёт в мифологических рассказах, указывает на его потустороннюю природу и связь с лесом. Как персонификация леса, он может принимать самые различные связанные с ним образы:253:314. Леший многолик; представление о нём синкретично: это одновременно и животное, и растение, и человек, и вихрь, и безликий дух:264:321. Внешний облик лешего (как и остальных мифологических персонажей) в быличках может и не приводиться, так как его образ часто неуловим, кроме того, рассказчик мог считать опасным красочно описывать нечистую силу.
В мифологических рассказах леший может предстать фитоантропоморфным существом с перевесом признаков в ту или иную сторону в каждой реализации. Бывает, что это полностью растительный объект — дерево (почитаемые сосна, ель, берёза, дуб, указывающая на демоничность осина и др.), куст, пень, лист, мох, гриб и т. п. Далее в них начинают проявляться человеческие признаки: форма, ветви как волосы. С другой стороны, антропоморфность может доминировать, а связь с растительностью проявляться в значительных деталях: длинные всклокоченные зелёные волосы как ветви дерева или куста, лишайниковая борода, обросшая мхом одежда древесного цвета и структуры, обросшее мхом лицо, толстая как кора кожа. Наконец, растительные черты могут сокращаться до атрибутов: дубина или батог в руках, зелёная борода, глаза и одежда. Ассоциацию с лесом дополняет способность лешего хлестать человека прутьями, шуметь, гудеть, трещать деревьями:250-254:316:321, 323:657. Иногда леший персонифицирует весь лес, заполняет собой всё его пространство:253.

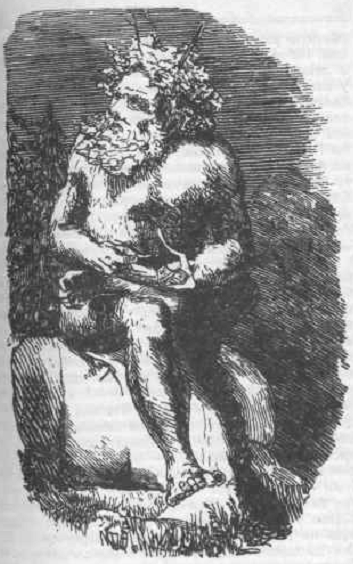
Леший. Рисунок Е. И. Ковригина

Также в рассказах леший может предстать и зооантропоморфным существом, опять-таки с разной долей признаков. Это может быть животное, причём как дикое — почитаемые медведь, волк, филин, указывающие на демоничность заяц, лягушка, ворона, сорока и др., так и домашнее — собака, чёрная кошка, конь, чёрный козёл и др. Леший часто предстаёт как получеловек-полукозёл (наподобие чёрта): чёрная шерсть по всему телу, небольшие, загнутые витком рожки, копыта, длинные волосы на голове и длинная борода. Или это человек с признаками животного: волосатость, одежда из звериной шкуры, когти на руках и ногах, копыта, хвост, крылья, лошадиные узды, животные звуки и др. Животное может сопровождать лешего: чёрная собачка, чёрный козлик:254-258, 264:316:322-323:87-88.
Однако преобладает антропоморфный образ лешего:258, сравнительно поздний по происхождению:29. Впрочем, леший и в виде человека имеет ирреальные особенности:170-177. Это может быть как гигант, так и обычный с виду человек. У лешего длинные седые, зелёные, иногда рыжие, растрёпанные или зачёсанные налево волосы и длинная седая, иногда зелёная, борода, иногда он лысый. Иногда представляли, что его лицо белое как береста. Глаза у него или зелёные, или неестественно бледные, даже белые, или свинцово-синие, или блестящие, или тусклые. Они могут быть или выпуклые, или правый глаз всегда неподвижен и больше левого, или оба больше человеческих, или неподвижные и никогда не моргают. У лешего могут отсутствовать брови и ресницы (но иногда у него кустистые брови), а иногда и ноздри или правое ухо, или один глаз, он может быть хромым. Иногда утверждается, что у лешего заострённая вверх голова. В некоторых описаниях у лешего синяя кровь и, как следствие, синяя кожа. В части поверий для лешего характерны стремление скрыть своё лицо, нежелание смотреть в глаза собеседнику или лицо, которое невозможно разглядеть. Когда леший сидит, он закидывает левую ногу на правую. Некоторые белорусы считали, что у лешего сплющенное, ребром вперёд, длинное лицо, длинная клинообразная борода, один глаз и одна нога, причём пяткой вперёд. Распространено представление лешего как седого бородатого старичка. Часто леший предстаёт в виде родственника, соседа, знакомого, причём обман, бывает, раскрывается лишь по приходе домой, когда выясняется, что встреченный в это время был в совершенно другом месте. Леший может принимать образ умершего человека:258-261, 263:314-316:321-323:86-87:68-69.
Представления о росте лешего разнятся: он описывается то как великан, способный перешагивать реки, то как крохотный человечек, то он обычного роста. По некоторым поверьям рост лешего меняется в зависимости от окружающей его растительности: в лесу он вышиной с самые высокие деревья, а на поляне вровень с травой:252-253, 258-259:323:86. Согласно другим взглядам, леший издали выглядит гигантом, а вблизи имеет обычный или даже маленький рост:316. Вместе с тем леший может увеличиваться и уменьшаться и по своей воле:253. На Русском Севере существовало представление, что лешие разделяются по размеру на лесовиков, боровиков и моховиков:326:324. Леший обладает огромной силой:259. Он может быть очень тяжёлым, настолько, что лошадь не в состоянии тащить телегу, на которую он сел; рука его также тяжела:258-259:324.
Считается, что леший одет как обычный человек. На нём может быть кожаная или меховая одежда, армяк, шерстяной домотканый кафтан, сибирка, одежда наподобие балахона или рясы с широкими рукавами. Головные уборы разнообразны: широкая шляпа, остроконечная шапка, иногда из разных лоскутьев, колпак и др.; по другим поверьям леший всегда с непокрытой головой. По одним версиям, леший всегда подпоясан, а по другим — всегда без пояса. Типичная обувь лешего — лапти, иногда огромные; часто его застают за их плетением или ковырянием в них, сидя на пне при свете луны. Также он носит сапоги, а иногда ходит босой. Левая пола одежды лешего запахнута на правую (у мужчин принято наоборот), при этом правая пола может быть «подтыкнута», обувь иногда надета не на те ноги. Часто леший предстаёт в форме лесника или солдата, обычно с блестящими пуговицами. В поздних быличках леший одет в современную одежду: кепку, сапоги или ботинки и т. п.. Иногда он в одежде нехарактерной для леса, например, в чёрном костюме. В целом же цвет одежды у лешего указывается разный: цвета леса зелёный и бурый, цвета потустороннего мира белый и чёрный и их смесь серый, демонический красный, связанный с представлением о цвете крови синий. В руках у лешего обычно кнут, батог, дубинка или кошёлка, что указывает на его связь с лесом и покровительство животным. Часто лешего видят голым:105:260-263:315-316:321-322:87.
Считалось, что идущего лешего спереди и сзади сопровождает сильный ветер, по направлению которого можно определить, куда он держит путь. Ветер этот заметает следы лешего, поэтому, по одной из версий, их никто не видел (но в других историях леший оставляет следы):301:323-324:655, 661:70. Леший и сам может принимать облик сильного ветра, вихря, а также бури, дождя, тумана. В этом облике он поднимает пыль на дороге, сносит крыши домов и валит деревья. В некоторых регионах образ лешего как вихря был самым распространённым, а кое-где любая непогода идентифицировались с ним:181-184:316.
Существует поверье, что у лешего отсутствует тень. Леший может быть невидим для людей, он может внезапно или постепенно исчезнуть:262-264. Рассказывали, что чтобы увидеть истинный облик или невидимого просто так лешего, нужно посмотреть через правое ухо лошади или через хомут, сидя между тремя боронами:277:323. Есть севернорусские поверья, утверждающие, что леший носит шапку-невидимку, но его можно увидеть с помощью растения иванова (или адамова) голова и украсть у него шапку:105. В некоторых историях единственным проявлением лешего являлся внезапно возникший в лесу беспричинный, иногда коллективный страх:254-255.
Согласно мифологическим рассказам, звуковые проявления лешего шумны (часто слышатся на весь лес, оглушают человека) и разнообразны (все звуки, которые слышатся или чудятся в лесу): свист, хохот, хлопки в ладоши, зычный крик, пение, голоса любых животных, завывания ветра, гул, треск и шум. Таким образом леший выражает своё превосходство над человеком, своё недовольство, стремится испугать, подшутить, сбить с пути ложными звуками. Во множестве историй леший разговаривает по-человечески. Часто он передразнивает людей — подобно эху, которое в лесу считалось его откликом. Однако иногда он подчёркнуто молчалив, в некоторых местах считали даже, что он не может говорить. Человек мог услышать звуки свадебного поезда леших: топот коней, колокольчики, гармони, песни:126-128, 131-132:216-217:254, 264:323:89.

## Образ жизни

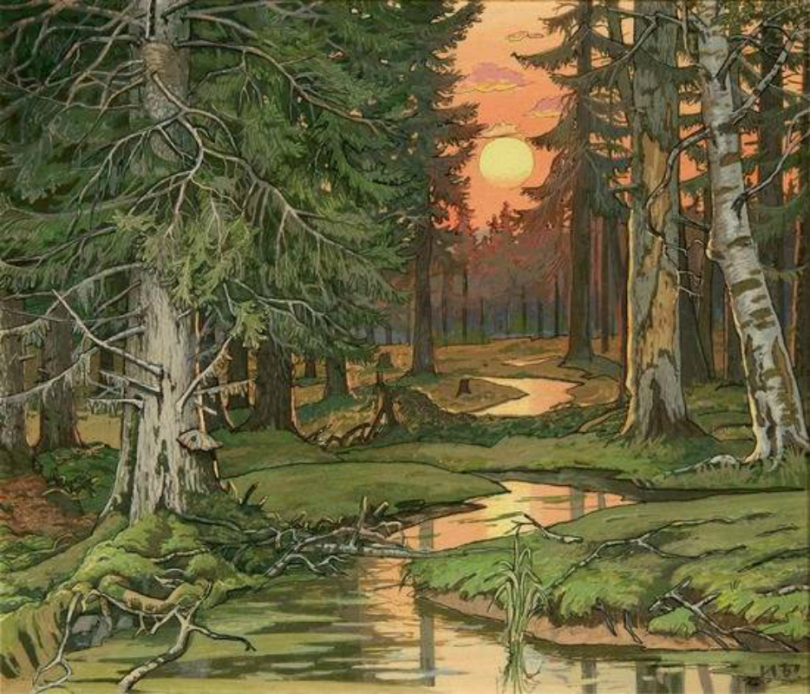
Сказочный лес на закате. Рисунок И. Я. Билибина, 1906 год

В быличках и бывальщинах описываются встречи с лешим в любой точке леса, а также в поле и даже в деревне, и в любое время суток. Согласно поверьям, живёт леший на старых сухих деревьях (ель, верба), в дупле, в кочке, в корнях вывороченного дерева, в корягах, в лесных избушках, в тайной пещере и даже под землёй. Рядом с логовом лешего человек непременно заплутает. Согласно другим представлениям, леший живёт в пущах, в глубине леса, путь туда защищён густыми, непроходимыми зарослями и валежником, незамерзающими даже зимой топями. Вместе с «хозяином» живут его звери и птицы. Есть поверья, что туда приходят перед смертью лесные животные. Чаще леший представляется одиноким существом, в каждом лесу живёт только один леший (большие леса могут быть разделены на участки, в каждом из которых свой леший). Но в ряде мифологических рассказов лешие могут собираться вместе, живут семьями (жена лешего — лешачиха или похищенная девушка, дети — собственные лешачата или также похищенные) и даже деревнями: дома леших покрыты кожей, их охраняют собаки, в хозяйстве содержится скот; есть истории о том, что у леших бывают воеводы и цари; главу леших называли лесни́чий, лесной царь, лесовик, Мусаил-лес, честной лес:106:265-267:316:324:658, 662:510. Леший может перемещаться по людским дорогам, но в лесу есть у него и собственные невидимые тропы , не совпадающие с людскими, попасть на них опасно для человека — можно заблудиться:318. Существовали представления, что лешие активны не все сутки, но только в некоторые, обычно переходные, часы: ночью (особенно в полночь), на утренней заре, в полдень, или в неопределённый «худой час»:267.
Представления о нраве леших также противоречивы. С одной стороны, лешие часто изображаются имеющими степенный характер, с другой — они любят пошутить, повеселиться, выпить, поиграть в карты. Лешему приписываются все явления, вызываемые в лесу порывами ветров: завывания, треск деревьев, шум листьев. Валящие деревья и срывающие крыши ураганные ветра в некоторых регионах связывали с шумными свадьбами леших, которые они справляют летом. Леший любит висеть и качаться на древесных ветках, почему в некоторых местах его прозвали зы́бочником. Он часто сидит на дереве или пеньке и плетёт лапти или изготавливает поделки из дерева. Лешие могут враждовать между собой (говорится о битвах леших друг с другом, в качестве оружия использующих деревья и валуны), с чертями, водяными, полевыми и домовыми:254:314, 316, 322:323-325:654—655, 657—660, 665:510-511.
Считалось, что будучи хозяином леший заботится о лесе, охраняет его. Леший является пастухом всех лесных обитателей, в связи с чем его изображают старичком с плетью в руках. Он пасёт зверей, заботится об их пропитании, защищает от охотников, спасает от пожаров. Леший распоряжается подвластными ему животными, как своим имуществом, например, он может проиграть их в карты другому лешему — это служило мистическим объяснением массовым миграциям зверей: белок, зайцев и др. Но нередко леший представлен как покровитель только одного или нескольких видов диких животных, в русской традиции это чаще всего медведи и особенно волки (леший может воплощаться белым волком — вожаком):254-256, 268, 270-273:317-318:325.
Ряд дат в народном календаре связаны с лешими. Особенно часто леший показывался перед Великим постом, Вербным воскресеньем и в ночь на Ивана Купала на 24 июня (7 июля):105-106. Считается, что лешие, как и другие духи, празднуют приход весны и Пасху (лучший подарок для лешего в этот день — пасхальное яйцо):324. На Егория Вешнего, 23 апреля (6 мая), или около Николы Вешнего, 9 (22) мая, с лешим могли заключать договоры пастухи. Охотники чаще всего заключали договоры с лешим на Пасху и в ночь на Ивана Купала:274. В ночь под Агафона Огуменника, 22 августа (4 сентября), лешие выходили из леса в поле, бегали по деревням и сёлам, раскидывали снопы по гумнам и вообще творили всякие бесчинства; крестьяне по ночам охраняли от лешего снопы, они ходили на гумно в вывороченной одежде и обводили около снопов круговую черту кочергой, как бы замыкая их оградой:339. Также особым «срочным днём» лешего считалось Воздвиженье, 14 (27) сентября, когда лешаки сгоняли в особые места лесное зверьё, чтобы играть на него в карты; крестьяне не ходили в этот день в лес, чтобы не попасть на сборище леших. На Ерофея-мученика, 4 (17) октября, лешие перестают бродить по лесу, так как проваливаются под землю, откуда появляются вновь лишь весной. Расставаясь на зиму с лесом, лешие в досаде, в недовольстве и тоске бесятся, подымают ветры, ломают деревья, роют землю, разгоняют всех зверей по норам. Ходить в лес в этот день считалось опасным, так как можно потерять разум. Вновь появляются лешие только весной, когда начинает таять снег. Однако, согласно столь же распространённым представлениям, лешие остаются в лесу и зимой, вызывая вьюги. Как и остальная нечисть, лешие могли проявлять себя во время Святок:106:253, 267-268:339:91.
Представления о происхождении леших размыты. Были распространены поверья, что лешими становятся проклятые люди, обменянные нечистой силой дети, заложные покойники, потомки от брака чёрта и ведьмы. В народном христианстве были известны сравнительно поздние мотивы, согласно которым лешие, как и вся нечистая сила, рассматривались либо как ангелы, свергнутые Богом и упавшие в случае леших в лес, либо как творения Дьявола, пытавшегося подобно Богу создать человека, но низвергнутые Богом на землю; либо как не представленные Богу дети Адама и Евы:310-312, 314:320, 324:32-33, либо как различные другие проклятые Богом персонажи:306-307:32-33.

## Леший и человек

### Лесной хозяин

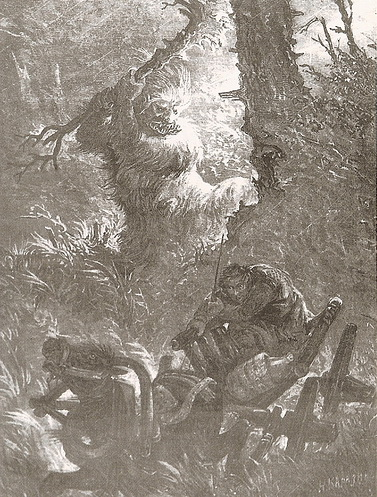
Рисунок И. С. Ижакевича из журнала «Нива», 1904 год

Жизнь крестьянина была тесно связана с лесом, зависела от него. В лесу совершался весь цикл земледельческих работ (при сохранении подсечно-огневого земледелия), в лесу пасли скот, заготавливали дерево для строительства и отопления, охотились и ловили рыбу, собирали грибы и ягоды, к лесным промыслам относились гонка дёгтя и смолы, выжигание древесного угля, через лес проходили дороги, в лесу совершались различные языческие обряды. Но хотя лес и активно использовался человеком, соседствовал с освоенным им пространством, тем не менее оставался неподвластным ему. Он воспринимался как чуждая и опасная территория, место скопления нечистой силы и даже иной, «тот» мир:247-250:314:320.
Отсюда и отношение к лешему, как к лесному хозяину, в народе было двойственным:6:137. С одной стороны, его причисляли к враждебной человеку опасной нечистой силе, а иногда и путали с чертями. С другой, его часто противопоставляли «настоящим» чертям: его негативные действия вызваны не целью загубить человека, а желанием наказать (пусть и смертью) за ненадлежащее поведение в лесу:323:321, 330:119 (а иногда и нарушение правил человеческого общества:323). Согласно народным поверьям, лешие не столько целенаправленно вредят людям, сколько проказничают и шутят, но делают это грубо и зло: они пугают хохотом и хлопаньем в ладоши, сбивают с пути, прячут шапки и корзины, незаметно укладывают спать на муравейник, заставляют залезть на дерево, под видом чарки водки подносят еловую шишку, снимают с телеги колёса и др. Но при этом лешего воспринимали и как доброго и справедливого духа, который просто так человеку не навредит; он может помочь набрать грибы или ягоды, указать дорогу, если его попросят, позаботиться о потерявшемся ребёнке. От лешего зависит удача на охоте и благополучный выпас скота:314, 318-319:321, 326, 330. Множество мифологических рассказов повествует о противоборстве человека и лешего, о поиске компромисса между ними:270. Двойственное отношение проявлялось и в том, что леший представлялся то сильным, страшным духом, против которого могут помочь только молитвы или магия (в основном в быличках), то простым народным чёртом, глуповатым, которого умный мужик легко может обхитрить (в основном в сказках и близких к ним бывальщинах):336.
Согласно народному этикету:255-258, отправляясь в лес, следовало помолиться и попросить разрешения войти в него у «хозяина». Согласия лешего следовало просить и на любую деятельность в лесу. Нельзя, отправляясь в лес, говорить, что ты идёшь ненадолго — это решать не человеку, а лешему. Очень опасно перед походом в лес получить проклятие родственника — леший считал, что «проклятые люди» посулены ему. Лешему не нравится, когда в лесу бранятся, шумят, поют, а тем более свистят — это его прерогатива, он может обидеться и поспешит ответить своим разрушительным свистом. Не стоит передразнивать эхо и откликаться на незнакомый голос — это может оказаться леший. Защищая лес, леший может мешать человеку рубить деревья (прячет топоры, раскидывает поленья), а тем более увечить их без надобности, и охотиться (отводит выстрел, лишает меткости и вообще способности стрелять, заманивает в непроходимые места). Человека, оставшегося ночевать в лесной избушке без спроса, леший старается напугать шумом, криками зверей и птиц, распахиванием дверей и др. и выгнать, может, даже убить. Нельзя ложиться на ночлег и разводить костёр на тропе, а особенно на перекрёстке, так как может задавить передвигающийся по ней леший или целая свадьба или похоронная процессия леших. Леший любит погреться у человеческого костра, но, разозлившись, может и раскидать или затоптать его. Ведущего себя плохо в лесу человека леший мог напугать до полусмерти, заморочить видениями, наслать на него болезнь, защекотать до смерти (за последнее его иногда называли щекотуном):200-201, 224, 338-348:268-270, 273, 278, 302, 308-311:317-318, 322-323:325-326, 330-331, 339:655, 658, 660. Если человек заболевал и считалось, что это произошло в лесу, то к лешему обращались с прошением о выздоровлении:322-323. Однако иногда леший мог вредить человеку и без видимой причины:97-98.

### Леший и охотники с пастухами

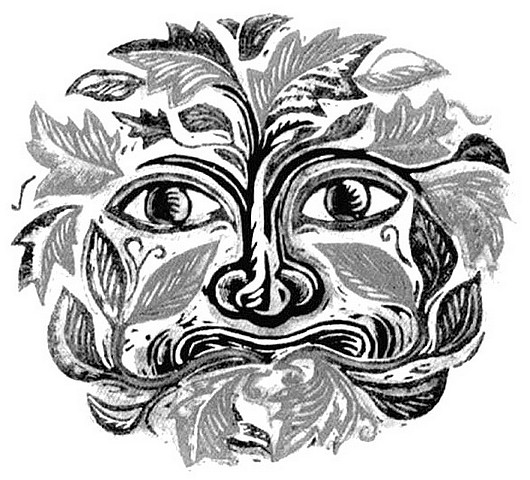
Лесовик. Эскиз Л. Бакста

Охотники были убеждены, что удача на промысле зависит от лешего, это он распределяет дары леса между людьми. Для успешной охоты можно заключить с лешим договор (лучшим временем для этого считались Пасха и ночь на Ивана Купала): принести ему дар — «первохрестное» пасхальное яйцо, хлеб с солью (со своими волосами или ногтями) и др. — или жертву — свою кровь (из пальца) или первую добычу; или написать кровью договор на бумаге или листе растения. Дар оставляется в корнях вывороченного дерева или на перекрёстке лесных дорог, при этом человек должен снять пояс (оберег) и крест (отказ от христианства). Леший может сам указать охотнику, как заключить договор. Человек обещал выполнять определённые условия, например, не брать добычи больше, чем определено, или не ходить на охоту в определённые дни и т. п. Договор с лешим необходимо хранить в тайне. Помимо этого, для закрепления удачи на охоте использовались заговоры с обращением к лешему. Выполняя договор, лесной хозяин приводит под ружьё охотника «стада» животных или загоняет их в его ловушки, делает выстрел всегда метким. Человек, нарушивший договор или его тайну, лишается покровительства лешего и может понести серьёзное наказание — болезнь или даже смерть:273-279:320-321:330-331:659, 663-664. Сделка с лешим означала, что охотник отдаёт себя в его власть и, с закреплением христианства, всё чаще приравнивалась к продаже души чёрту, например в поздних поверьях для заключения договора с лешим требовалось крест положить под пятку или зарыть в землю или выстрелить из ружья в иконку, святые дары или в крест и смазать ружьё вытекшей из них кровью:211:275, 278-279.
Скот во многих регионах пасли в лесу, и с целью оградить его от нападений хищников и пропажи пастух в начале сезона, на Егория или на Николу, совершал ритуальный обход (отпуск) скота — обходил стадо трижды с иконой и другими «магическими» предметами, произнося заговоры. Считалось, что если обход был совершён с ошибками, то леший, обиженный на применение против него магии (а именно он считался причиной всех несчастий со скотом в лесу), может попытаться отомстить людям — погубить животных. Поэтому часто предпочитали ритуалу «божественного» («благословенного») отпуска договор с лешим и «лесной» («страшный», «неблагословенный») отпуск. Для этого пастух в те же дни также был должен обойти стадо в ритуальных целях, в этот же день или накануне сесть на осиновый пень или поваленную берёзу и вызвать лешего с помощью магической формулы, пообещав ему приношение — пасхальное яйцо, хлеб с солью или одну-две коровы. Корова, «завещанная» лешему, должна была погибнуть или пропасть в лесу в течение сезона. По другим традициям, лешего не вызывали, а просто клали подарок ему под берёзу, «которая на тебя посмотрит». Договор с лешим заключался при помощи строго определённой формулы-заговора, однако текст её никому записать не удалось. Также для закрепления договора пастух оставлял в лесу запертый на ключ замок. Считалось, что когда коровы пасутся, леший отпирает его, а когда им надо идти в деревню — запирает. После заключения договора считалось, что скот пасёт уже не пастух, а леший либо его помощник или лешачиха. Верили, что после этого ходить в лес с коровами пастуху не нужно — весь день он занимался своими делами, отвлекаясь лишь на выгон и загон скота. Причём пастух мог по своему желанию, протрубив, вызвать любую скотину из леса. Заключивший договор с лешим пастух должен был в течение всего сезона соблюдать ряд запретов: ему нельзя было смотреть за скотом в лесу, бить его, убивать лесных животных, ломать деревья, собирать ягоды (особенно чёрные) и грибы, ругаться в лесу, стричь волосы и ногти, пасти в своей одежде, давать другим людям свои трубу и батог, прикасаться к другим людям (здороваться за руку, есть из одной посуды, мыться вместе в бане, спать с женщиной), видеть мертвецов и новорождённых; также было запрещено в течение сезона продавать скотину из стада, чесать шерсть у овец, нарушать целостность изгороди. Боялись что нарушение этих табу приведёт к разрыву договора, к гибели скотины, а то и пастуха:281-291:320-321:331-335, 339.
Считалось, что леший мог похищать у людей скот, особенно тот, который прокляли, послав «к лешему». Леший мог наказать за беспечное отношение к скоту, оставленному без присмотра со словами, что, мол, никуда не денется, — ведь это решать не человеку, а лешему. Скотина могла пропасть, если попадала на место, которым прошёл леший. Леший мог «привязать» скотину к дереву, так что она не могла от него отойти, хотя съела вокруг всю траву и голодала, или даже «закрыть» («спрятать») животное, как бы поместив его в иной мир, причём ищущие люди могут слышать где-то поблизости колокольчик коровы. Или леший заводит животное в глухое, труднодоступное место. По другим представлениям, леший заботится о похищенных коровах, пасёт и доит их. Леший мог наслать на скотину, которую пас плохой пастух, диких животных — волков, медведей. Чтобы найти пропавшую скотину, крестьяне предпринимали не только обычные поиски, но и совершали обряд «отведывания» («отворачивания»): ночью или рано утром шли на перекрёсток лесных дорог (или посылали «знающего» человека), где пытались договориться с лешим. Для этого ему преподносили дар — яйцо, хлеб с солью и др., завёрнутые в чистый кусок ткани, перевязанный красной ниточкой, молили его или угрожали ему магией («закрестить» все дороги в лесу, перевязать все деревья) или заступничеством святых. Если пропавшая скотина не была «завещана» лешему, то она либо сама вскоре возвращалась, либо леший говорил, где её можно найти, либо рассказывал о её судьбе (загрызли звери, украл кто-то из людей, гуляет не в лесу). Также леший мог покалечить скотину:291-298:320-321:335-338:246-247.

### Причина блужданий и исчезновений людей

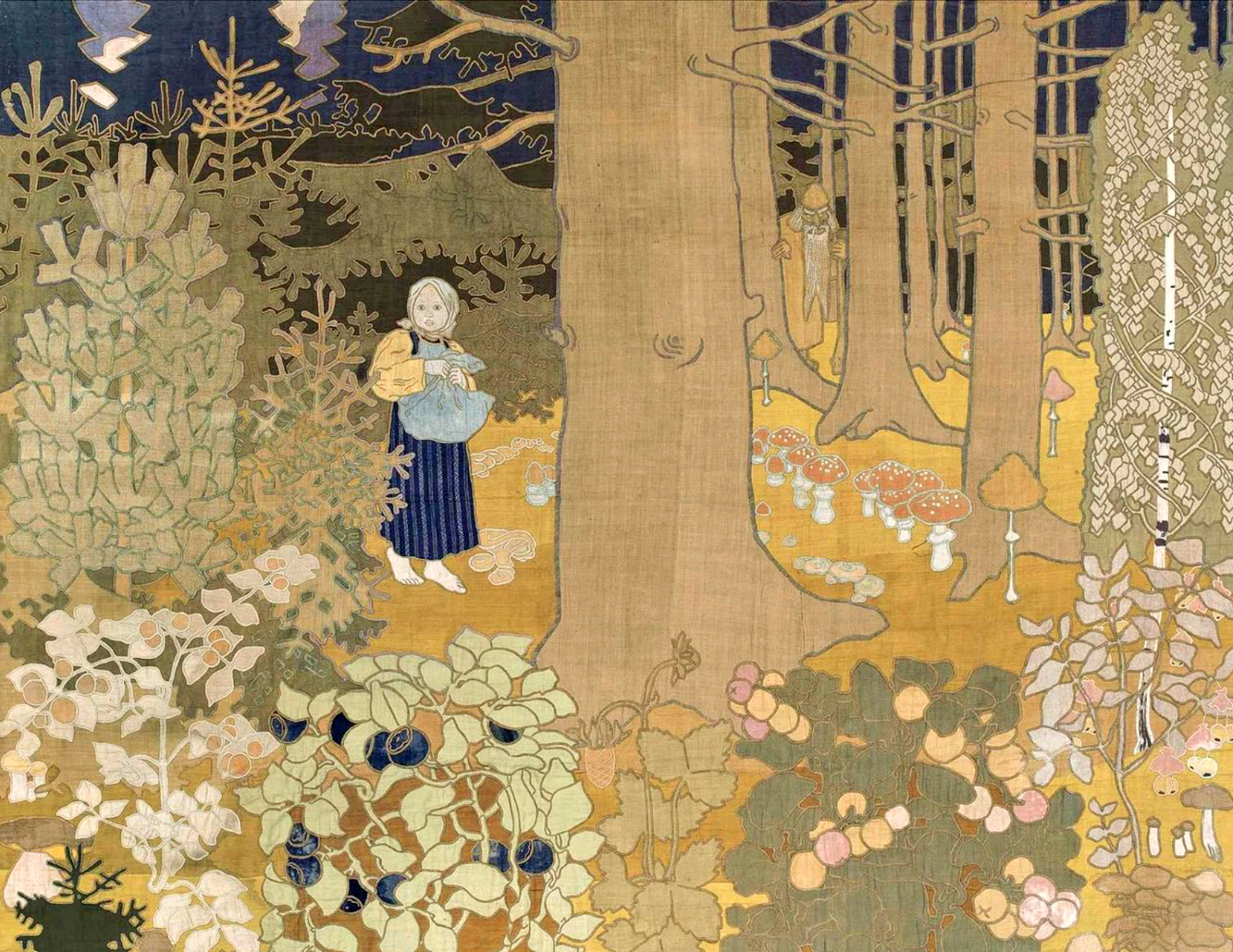
Девочка и леший. Настенное панно М. В. Якунчиковой, 1899 год

Леший рассматривался как первопричина блуждания человека по лесу, в связи с чем его также называли блуд, шату́н, мани́ло и води́ла. Человек не может найти дорогу, потому что леший «обошёл» его, как бы замкнул невидимой круговой чертой, тем самым выделив из этого мира в иной. Заблудится и тот, кто «перейдёт след лешего», попадёт на его тропу. Леший может закрыть дорогу преградой-наваждением: буреломом, рекой и др. А может «закрыть» и самого пропавшего человека — люди слышат, что он где-то рядом, а найти не могут. Леший может «привязать» человека к дереву, в котором он живёт, в таком случае путник, блуждая, всё время возвращается к нему. Он может сфальсифицировать естественные приметы и ориентиры, по которым человек замечал путь. Охотника леший может завести в чащу, прикинувшись ускользающим животным, иногда диковинным. А может заводить голосом знакомого, плачущего ребёнка или умирающего. Леший может принимать образ знакомого или просто неизвестного попутчика и, отвлекая разговорами или суля показать места, богатые грибами или ягодами, заводит в непроходимое место, после чего исчезает; его появление в таких случаях часто связано с тем, что человек мечтал о попутчике. Заблудившийся человек оказывается в незнакомом месте, которое в бытовом плане понимается как труднодоступное, а в мифологическом — как иной мир. Впрочем, когда чары спадают, человек может обнаружить себя совсем недалеко от привычных мест. Также, прикинувшись знакомым человеком, леший может маячить впереди на расстоянии, не давая себя догнать и не откликаясь. Исчезает этот спутник внезапно, часто на границе с культурным миром — при переходе через мост или изгородь, при этом обычно хохоча:299-305:314, 318, 326:325-329:89:660-661.
Согласно поверьям, избавиться от лешего, если он воспринимается как нечистая сила, могут помочь молитва, крёстное знамение, упоминание Бога, в случаях же восприятия лешего как древнего божества вернее действует матерная брань, также можно попытаться рассмешить лешего. Чтобы закончить разговор с лешим, необходимо произнести «заднее слово», то есть то, которое он (или же сам человек) сказал первым, как бы замкнув словесный круг. Оберегами от лешего служат соль и огонь, очерченный «магическим» предметом круг, лутошка (очищенная от коры липовая палка), головешка, рябина. Леший боится собак и трёхцветных кошек. Лешего можно прогнать ударом наотмашь. Он боится огнестрельного оружия, особенно заряженного медными пулями-пуговицами:304, 308-310:322-324:318-319:325-326, 339:655. Чтобы избавиться от чар лешего, заблудившемуся необходимо снять с себя всю одежду и надеть её наоборот: наизнанку, задом наперёд, поменять местами обувь, перевернуть стельки и т. п. При этом раздеваясь необходимо громко браниться и выбивать одежду о дерево, а одеваясь — читать молитву и произносить заговор. Аналогично, если потерялся, ездя на телеге, следует перезапрячь лошадей наоборот. Ещё можно было попытаться выйти из леса задом по собственным следам. Также лешего можно просто попросить указать дорогу:221:305-307:323:329-330:661.
Подобно другим демоническим персонажам, леший может похищать людей:312-314, 318-319. Пропасть могут люди любого возраста и пола. Чаще всего поводом для похищения становится проклятие, особенно родительское, в виде посылания «к лешему». Если «проклятого ребёнка» удаётся окрестить, то леший ждёт, когда ему исполнится 7 лет, после чего сманивает в лес. Взамен похищенного младенца лешие иногда кладут в колыбель «подменыша» — полено или связку соломы, иногда же оставляют своё детище, принимающее образ похищенного ребёнка, но искажённый, уродливый; подменыш злой, много орёт, не умеет ни ходить, ни говорить, не проявляет признаков интеллекта; через некоторое время он исчезает или умирает или по достижении определённого возраста убегает в лес, а если остаётся между людьми, то делается колдуном. По одним рассказам, лешие хорошо относятся к похищенным: кормят и воспитывают — дают им тайные знания, делая колдунами и знахарями. Похищенных девушек лешие берут себе в жёны и могут заводить с ними детей. Если же от лешего рождает женщина, живущая в деревне, то её ребёнок вскоре исчезает. Леший также может похитить человека с целью превращения в раба. Зачастую похищенные становятся невидимыми для людей, хотя сами видят родных, слышат их разговоры, переживают разлуку, но открыться не могут. По другим рассказам, пропавшие дичают, перестают понимать речь и носить одежду, обрастают мхом и корой, кусаются и убегают от людей. Есть также рассказы, в которых «похищенные» (заблудившиеся) люди погибают от изнеможения, голода, падения в яму или попадания в трясину:176, 393-397:311-314, 317-319:319-320:324-325:70.
Считалось, что защититься от похищения можно сразу же после проклятия, используя христианские (помолиться, перекреститься, вспомнить Бога, совершить молебен) или языческие средства (сказать «чур меня», произнести заговор, произвести обряд «отведывания»), а то и просто вовремя спохватившись и догнав «уносимого» в лес. Чтобы найти заблудившегося в лесу человека, люди совершали тот же обряд «отведывания» («отворачивания»), что и в случае с потерявшимся домашним животным, только дары были несколько ценнее — не только хлеб с солью, но и блины, пироги, горшок с кашей, кусок сала. Помощь против лешего родственники искали и у домового, обращаясь к нему, «гаркая» в трубу. Существовало поверье, что похищенный, чтобы вернуться домой, не должен был есть пищу леших (но в других рассказах люди угощались у лешего и возвращались, но взятая ими с собой еда превращалась в шишки, мох и т. п.). Если с лешим удалось договориться, то он показывал пропавшему дорогу, или даже сам выводил его из леса, или «открывал» его ищущим — пропавший мог оказаться в том месте, где его уже безрезультатно искали. Леший по-разному относился к тому, что ему приходится расстаться с похищенным: с радостью и назиданием не посылать больше к нему, с раздражением, что его зря побеспокоили, или с нежеланием, стараясь удержать свою жертву. Леший мог вернуть давно похищенного им человека в качестве награды за то, что ему помог другой человек, или за ненадобностью, когда человек состарится, или выдать похищенную им в детском возрасте девушку замуж к людям:306-307, 314-317:319-323:330:42-43, 46.
Существовало представление, что вернувшиеся от лешего меняются. Они учатся заново говорить, повреждаются умом или, наоборот, становятся сосредоточены и серьёзны, приобретают способности к колдовству, предсказанию своей и чужой судьбы, общению с духами (лешими, домовыми). Вернувшихся тянет обратно в лес, они избегают людей, зачастую не могут создать семью. Они не рассказывают всего о своём пребывании у лешего, так как за это они могут поплатиться жизнью. У девушек (которых на Смоленщине называли после пребывания у лешего лесными девками) влияние похищения проходит после свадьбы:217:317-319.

### Вызывание, предсказания и прочее

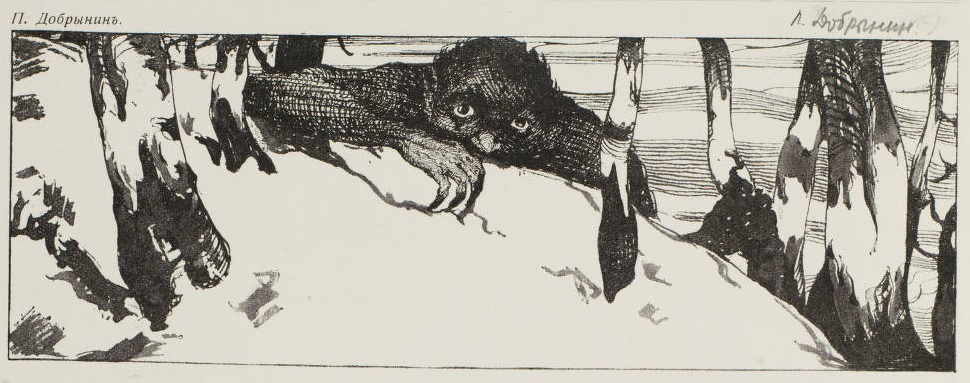
Рисунок П. Добрынина из журнала «Леший», 1906 год

Мифологические рассказы содержат в себе несколько способов, при помощи которых можно было вызвать лешего. Согласно одному из них, необходимо нарубить молодых берёзок, сложить их в круг верхушками в центр, стать в круг, снять с себя крест и громко крикнуть: «Дедушка!» Также можно затупленным топором срубить в лесу сосну в обхват, чтобы она, падая, повалила две осины, встать на них лицом к северу и призвать лешего. В ночь на Ивана Купала можно срубить осину так, чтобы она упала на восток, встать на пенёк лицом на восток, нагнуться, посмотреть промеж ног и произнести: «Дядя леший! Покажись ни серым волком, ни чёрным вороном, ни елью жаровою, покажись таким, каков я»:275-277:321:331-332:663-664. Ещё способы: не молиться на ночь и перед сном думать о лешем; сесть на сосновый пенёк и трижды аукнуть; выйдя из дома, закрыть дверь левой рукой, придя в лес, разрыть муравейник левой ногой, срезать верхушку берёзки левой рукой и крикнуть «У-у-у!»; срубить осину, отрубить от неё чурку и аукнуть и так три раза:316-318; ночью в лесу снять с себя крест, закопать в землю и сказать: «Владыка лесов, у меня есть до тебя просьба!»:211.
В народе был распространён ритуал гадания, чаще всего на Святки, ночью в лесу, обычно на перекрёстке. Гадающие очерчивали вокруг себя магическим предметом (кочергой, лучиной и пр.) три круга-ограды или очерчивали шкуру животного, на которую садились, клали рядом с собой кусочек хлеба и иногда другие предметы и спрашивали у лешего, что случится в будущем году. Ответом служили различные лесные звуки, в которых людям «чудился» смысл. Считалось, что леший соглашался ответить только на три вопроса. За несоблюдение ритуала гадающий мог жестоко поплатиться. Также считалось, что в Великий четверг можно прийти в лес, сесть на старую берёзу, позвать лешего («Царь лесовой, всем зверям батька, явись сюда!») и спросить у него о будущем. Кроме того, леший мог предсказать судьбу просто встретившемуся ему человеку. В некоторых местах считалось, что появление лешего предвещает беду:319-323:322, 326.
Когда рассказывают про встречи с лешим, как и с другой нечистой силой, часто используют слова «чудится», «кажется», «видится», «манит», «пугает», «блазнит» и другие выражения неопределённости:170. Однако известны бывальщины и сказки, в которых леший мог беспрепятственно общаться с людьми: приходить в кабак и пить водку, нанимать человека в работники, ходить к людям в гости, приезжать свататься к понравившейся девушке и др:319-320:303-304, 317. Есть истории, в которых леший оказывается людоедом:304-307, ездит на людях, превращённых в лошадей:302, возит человека на спине:300:44, ворует у людей неблагословлённую еду, а также зерно и гвозди:319. Иногда леший принимает помощь от человека: просит научить играть на гармони, угостить его едой, повивальная бабка помогает в родах лешачихе, охотник освобождает связанного своими собратьями лешего, женщина позаботилась о лежащем в лесу голом ребёнке леших, человек молитвами помогает лешему справиться с чертями и др. В ответ леший благодарит человека: помогает разбогатеть, дарит магические предметы, идёт вместо него в солдаты:314:319-320, 322, 326-327:326-329:658, 663. Есть поверья, что в случае человеческих войн воюют между собой и лешие разных стран:323:298-300. Лешего часто «вспоминают» в ругательствах (впрочем, его можно заменить в них на чёрта).

## Лешачиха
Лешие женского пола зовутся лешачи́ха:108:662, алба́ста, борову́ха:108, кикимора лесная, лесачи́ха, лесна́я:172, лесни́ха, лесови́ха:324, лесо́вка:324, лешави́ца, ле́шая, ле́шенка, леши́ха:106, лешо́вка:294, лешу́ха, лисови́ха:45, лоба́ста, лопа́ста; укр. лісо́вка, лісу́нка. Ребёнок леших — ле́ша, лешачо́нок:317, лешеви́к:324, леше́ня.
Лешачиха в мифологических рассказах, так же как и леший, предстаёт в различных обличьях. Она может выглядеть как уродливое существо с огромными и длинными грудями, которые она закидывает за плечи при ходьбе, или как обыкновенная девушка или женщина, нагая, в оборванной одежде или в белом или красном сарафане, с распущенными волосами со вплетёнными в них зелёными веточками, или как высокая дряхлая старуха. Может быть великаншей. Детей своих лешачихи подвешивают в люльках к деревьям:108:282:326:324-325:45:662-663.
В некоторых бывальщинах лешачиха изображена как жена лешего, хозяйка в его доме. В целом же лешачихи ведут себя в основном аналогично лешим: пугают криками в лесу, морочат и сбивают с пути, уводят в лес детей, парней и скотину, воруют неблагословлённую еду, пасут скот по договору с пастухом, благодарят человека за оказанную помощь:106, 108:295:45. На Русском Севере есть поверье, что лешачихи (боровухи) являются мужчине в лесу, часто в виде его жены или любимой и вступают с ним в половую связь, после чего он сходит с ума или умирает:108:199-200. Если надеть на неё крест и отстегать рябиновой веткой, то она исчезнет. Там же есть легенда про то, как парень женится на проклятой девушке-лесачихе и она вновь становится обычным человеком. В украинской бывальщине парень женится на лесовке, предварительно окрестив, после того, как украл её одежду, пока она купалась:110.
У лешачихи есть определённое сходство с русалкой, удельницей, «вольной старухой» («хозяйкой» тундры, болот в северных поверьях). У неё просматриваются черты проклятой, погибшей в лесу девушки:17. В связи с частичной самостоятельностью образа лешачих иногда рассматривают как отдельного персонажа:108.

## Родственные и схожие персонажи

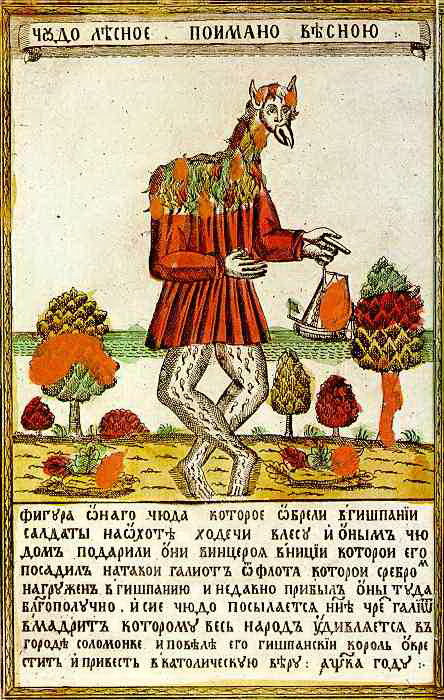
«Чудо лесное, поймано весною». Лубок XVIII века

В образе лешего просматриваются некоторые признаки бога грозы Перуна: в бурю он валит деревья, поёт-шумит, хохочет подобно раскатам грома, лешачата в это время выбегают играть. Подчас леший прямо изображается властителем стихий:254, 265, 267. Как предсказатель, леший относится к ряду персонажей, наследующих функции божеств судьбы:319, 373-374. Как у покровителя пастухов и животных возможна связь между образами лешего, «скотьего бога» Велеса и христианских святых, на которых перешли в двоеверии функции последнего: святого Власия, Егория Храброго (святого Юрия, Георгия Победоносца), Николы (Николая Угодника) и др.:280, 291, 298:112—113 Как покровитель одного из видов диких животных, чаще всего волков, реже медведей, леший являлся восприемником функций тотемного предка:254—256, 270, 290:87. С этим образом также преемственно связаны сербохорватский вучји пастир, украинский лісун (который может рассматриваться как отдельный персонаж — «волчий бог») и русский Егорий Храбрый:271, 277-280:325:112—113.
Леший имеет тесное родство с духом-хозяином полей — полевым: предполагаются отделение полевого от лешего в процессе отхода людей от подсечно-огневого земледелия (обособление поля от леса) и повторное слияние с ним при растворении мифологической традиции:249, 265, 272. Под взаимным влиянием и слиянием находились образы «злого» лешего и чёрта, который часто служил родовым понятием для всей нечисти:257, 307-308, 322:118-119. Иногда наблюдалось также смешивание образов лешего с водяным и болотником. Жизнь в лесу, зелёные волосы, привычка сидеть на деревьях и качаться на их ветвях, любовь хлопать в ладоши, неистово и раскатисто хохотать, щекотать и заманивать людей сближает леших с русалками, которых иногда называли их жёнами:224. У белорусов образ лешего мог сближаться с образом лесного цмока (змея), высасывающего молоко у коров. В современных историях некоторые функциональные особенности лешего переходят к интернациональным персонажам: инопланетяне похищают людей, в лесу встречают огромного, мохнатого, вызывающего болезни снежного человека и др.
В мифологии славянских народов в лесу обитают самые разные персонажи. Упоминаемое выше название лешего боровик или боровой в некоторых местах может рассматриваться уже как отдельный персонаж — старичок, хозяин грибов, живущий под ними и ими же питающийся:127-128:326. Белорусы считали, что помимо обычных леших существуют пущевики — косматые, заросшие мхом по всему телу ненавидящие людей великаны, живущие в девственной пуще и хладнокровно губящие без разбора всех проникающих туда; впрочем, человеку могли помочь спастись неповоротливость, дряхлость, глупость и плохое зрение пущевиков:324:72-73. В украинских Карпатах есть персонаж чугайстер — добрый, жизнерадостный, обросший шерстью лесной великан, который охотится за мавками и защищает людей в лесу. Там же известен заманивающий и убивающий мужчин женский демон лісни́ця (лісна́, лісо́вка):108. У украинцев и в меньшей степени у поляков есть поверья о неперсонифицированном существе блуд или блудник, сбивающем людей с дороги и заводящем их в труднопроходимые места:326:499—500. В мифологии западных и южных славян и украинцев в лесу могут встретиться дикие (дивьи, лесные) люди — голые, обросшие шерстью и волосами существа:108:499. У западных славян, а также западных украинцев, в лесу помимо прочего пребывают лесные панны — женщины-карлики, заманивающие к себе молодых мужчин, — и демонические блуждающие огоньки — души грешных и неуспокоенных после смерти людей:108:499. Некоторое сходство с лешим имеет польский лесной дух (borowiec, borowy и др.), он пугает и сбивает людей с дороги, свистит и кричит с вершин хвойных деревьев и плачет, когда их рубят:128:108. В польской мифологии также есть группа лесных персонажей, близких чёрту, которых называют духами, демонами, страхами и др., они пугают шумом и своим появлением, водят людей по лесу, нападают на путников, отнимают рассудок и насылают несчастья:108. У южных славян собственно лесные персонажи развиты слабо: есть различные дикие люди и сербская шумска мајка — способный к оборотничеству дух с противоречивым характером, сходный с ночницей и отчасти с вилой. Но в отличие от всех этих существ, для которых лес лишь место обитания, леший имеет статус хозяина леса: защищает его и распоряжается всем, что там есть:108.
В славянских народных сказках в лесу живут Баба Яга, Кощей, Королева пущи (у поляков), Лесной Царь, Ох (у белорусов и украинцев), очеловеченные звери, например медведь (иногда Царь-Медведь) и др., в былинах — Соловей-разбойник:174. В зимнем лесу действуют такие персонажи, как Карачун, Трескун, Студенец, Морозко:91.
Русский образ лешего и образы духов леса российских народов, столетиями живущих бок о бок с русскими, взаимно влияли друг на друга :34-37: это арзюри у чувашей, вирява у мордвы, ворса у коми, менкв у хантов и манси, нюлэсмурт у удмуртов, пицен у сибирских татар, шурале у казанских татар и башкир и другие. Отчасти схожими персонажами в других мифологиях являются греческие сатиры, римские фавны, немецкие лесные люди и другие:653. Слово «леший» иногда используется для перевода на русский названий различных схожих существ и духов в иностранных языках. Оно также часто используется как прозвище для персонажей-людей в русской литературе.

## В художественных произведениях
Леший является популярным персонажем литературных сказок и стихотворений, сказочных пьес, фильмов и мультфильмов, славянского фэнтези, он встречается в песнях, на картинах и в других произведениях. Благодаря этому его образ обрёл новые черты, не всегда соответствующие традиционным представлениям:97-98.

### В литературе
В басне Василия Тредиаковского «Леший и Мужик» (1752) Мужик приглашает к себе домой замёрзшего в лесу Лешего, но тот убегает, испугавшись то согревающего, то охлаждающего дыхания человека. Леший упоминается в стихотворении Василия Жуковского «К Войекову» (1814), в котором подмечена его зооморфность (козлоногость):154. В балладе Павла Катенина «Леший» (1815) леший изображается седым старичком, инфернальность которого выдаёт лишь «насмешливый и злой вид», он через сны заманивает мальчика в лес и похищает:156-157. В одном из стихотворений Петра Вяземского леший является олицетворением метели. «Леший бродит» «на неведомых дорожках» у лукоморья в прологе к поэме Александра Пушкина «Руслан и Людмила» (1828):161. Леший часто фигурирует в «малороссийских былях и небылицах» Ореста Сомова. В либретто Афанасия Фета «Днепровские русалки» (1839) леший — разудалый лесной царь, которому «всё в мире трын-трава», охотники используют магические фразы, чтобы защититься от его чар; также у Фета есть стихотворение «К лешему» (1840), в котором лирический герой просит того напугать девушку, чтобы она искала в нём защитника.
В рассказе «Бежин луг» (1851) Ивана Тургенева дети рассказывают былички о нечистой силе, в том числе и о лешем, и обсуждают его звуковые проявления. В стихотворении Фёдора Глинки «Две дороги» (1850—1870-е) с лешим сравниваются паровозы и корабли («и свищет и рычит заклёпанный в засаде леший и без коней — обоз бежит…»). В стихотворении Льва Мея «Леший» (1861) ему снится страшный сон о железной дороге, проложенной сквозь его лес. В стихотворении Николая Некрасова «Выбор» (1861) леший убеждает решившуюся на самоубийство девушку выбрать, вместо предложенных другими духами, его способ — броситься с дерева вниз головой.
В сборнике сказок Алексея Ремизова «Посолонь» (1907) леший появляется под разными именами и в разных образах, как и имеющих фольклорную основу, так и полностью выдуманных: сивобородый Леший-дед, что «крал дороги в лесу да посвистывал»; лесунок; тяжко вздыхающий Лесной Ох; спящий в хворосте Лешак-хворостянник; хвалящий свой лес, шумя как еловые шишки Лесовой; друг Водяного и Полевого Лесовик, которому дарят ягоды; и авторские персонажи лешки Боли-Бошка — живёт в черничном бору, используя хитрость душит людей, заводит в трясину; и Аука — седой «затейный» старичок, живущий в уютной избушке, знает много весёлостей и любит попугать. В романе «Иверень» (1943) Ремизов создаёт образ лесавки — дочки лешего, которую он видит во сне: «её зелёные волосы пушатся без ветра, глаза как две ягоды. Она ничего не говорит, но её губы, как этот ручей — затаившееся живое сердце»; она дарит герою волшебное яблоко, открывая «в нём наличие внутренней связи с другим миром» и «предчувствие творческого вдохновения».

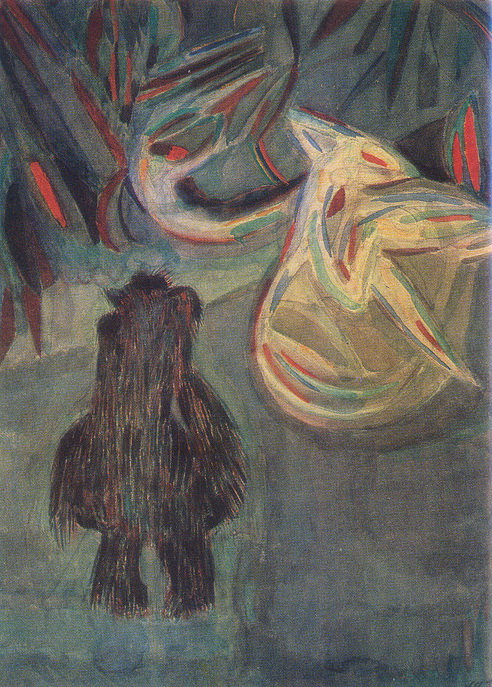
В. В. Хлебникова. Вила и Лешак. Иллюстрация к поэме «Лесная тоска» В. Хлебникова, 1920-е годы

Велимир Хлебников в части своих стихотворений показывает лешего как «хозяина леса», «полулюд-полукозёл», способного устроить «в роще самовал» и «ветры буйные смутить». Леший сливается со стихией леса: он зелёный, у него деревянные «руки — грабли», напоминающий древесную кору «тела стан в морщинах дряблый». Однако чаще образ лешего, как и других мифологических персонажей, у автора очеловечен и приземлён. Как замечает П. Ф. Маркин, «это не своенравный хозяин леса и зверей, а … уставший от времени старик», он «горбатый», «с серыми волосьями» и «древним челом»:275-278. В поэме «Вила и Леший» (1912) ссора лешачих и попытка вилы соблазнить лешего изображены в буффонированном виде:278. Согласно М. М. Бахтину, в образе лешего в этой поэме, как и в образах лешачонка и лешачихи в рождественской пьесе-сказке «Снежимочка» (1908), «соединяется страшное и смешное, но страшное здесь существует „в форме смешных страшилищ“, то есть уже побеждённых смехом».
Лесун — один из главных персонажей у Максима Богдановича в цикле «В зачарованном царстве» сборника «Венок» (1914). Именно с его образом, а не водяника, связаны лесные озёра — зеркальца, манившие автора. Т. И. Шамякина видит в них вход в иной мир, куда и вынужден уйти вытесненный людьми лесун. Озеро лесуна соединяет спящее на дне прошлое и отражающееся на поверхности будущее, в нём заключена целая вселенная. По мнению Н. Я. Оноприенко, гибель лесуна в некоторых стихотворениях символизирует «упадок древней народной культуры, трагичную судьбу белорусского этноса, драматичную историю Беларуси». Лесун у Богдановича изображён старым и измождённым, хотя есть стихотворение, в котором его «душу дикую» крестит месяц в небесной купели.
В поэзии Николая Клюева лес — это и сама жизнь, дар неба, и хаос, в котором царит леший. Клюев следует народному образу «лесного хозяина», сливающегося со своим царством. Леший управляет лесными животными, способен превращаться в пень, в его облике проявляются элементы леса — «нос — лукошко», «волосья — по́росли ракит». Клюев также демифологизирует лешего («бородёнка козья»), сближает его с крестьянами («доплетает леший лапти на опушке»). Леший у Клюева изумлённо наблюдает, как на его мир надвигается «злой тонконогий дьявол» — прогресс:317-321. С другой стороны, в поэме «Песнь о Великой Матери» использован отрицательный образ лешего — «и в зыбуны косматый леший народ развенчанный ведёт». Помимо использования народных персонажей, автор создаёт собственных, вплетая их в ткань мифического пространства, например, трансформированного лешего — Старика-Журавика, вмешивающегося в судьбу младенца:320.
В рассказе Владимира Набокова «Нежить» (1921) леший был вынужден эмигрировать из России, спасаясь от «безумных землемеров», уничтоживших его леса и убивших множество людей. Будучи за границей, он зашёл проведать человека, которого пугал на Родине. Набоков изобразил лешего в духе фольклорных традиций, однако заметно и влияние картины «Пан» М. А. Врубеля. Леший в рассказе не может жить без своей земли и умирает, передавая герою что-то важное. По мнению Н. Л. Блища, на образ лешего в рассказе оказали влияние ремизовские лешие из «Посолони» и сказки «Нежит» (1907): мажорная интонация Ремизова сменилась у Набокова трагическим пафосом, а образ Нежита — неприкаянного призрака «без души, без обличья» становится символом эмигрантской реальности. По мнению Н. Н. Афанасьева, в образе лешего выражено то, что Набоков любил в природе России (мох, берёза, брусника) и чего ему не хватало в эмиграции, то, что ассоциируется с Родиной. Согласно автору, Россия лишается своей души.
Леший часто встречается в стихах Константина Бальмонта 1920-х годов («Ночное гульбище», «Леший», «Каженник»). Лешачихе и младшему лешему противостоит каженник (в данном случае — сошедший с ума человек) в одноимённом стихотворении. Здесь леший — сила зла с «лесной темнотой» в глазах, «лукавый плут с зелёной бородой», он путает лесные дороги и помрачает разум главного героя, в результате тот забывает дорогу домой, теряет Родину.
В романе-быличке Сергея Клычкова «Чертухинский балакирь» (1926) леший Антютик (от эвфемизма «анчутка») выступает сватом для главного героя. Он не нечистая сила, а хозяин леса. В нём присутствуют многие характерные черты мифического лешего. К. А. Титянин считает, что его «образ близкий по стилю к гоголевским нечистым, по функции — к чёрту в „Братьях Карамазовых“ Достоевского». Рассказчик в романе отмечает, что «лет, может, тридцать, а то и поболе» назад, когда происходит основное действие, лешие были, но теперь исчезли, поскольку в них никто не верит, да и леса стали уже не те.
Леший и лешачиха присутствуют в «демонологическом романе» А. А. Кондратьева «На берегах Ярыни» (1930). В романе описываются взаимоотношения в семействе леших.
Известно несколько переделок пушкинского «Лукоморья». В одном из них, созданном не позднее 1935 года, рассказывается про сталинскую эпоху, лешего в этом варианте ссылают в «Соловки». В переделке 1991 года леший возвращается из ссылки, после чего «народу сказки говорит». Есть также школьные переделки, где лешего сжигают или сводят с ума.

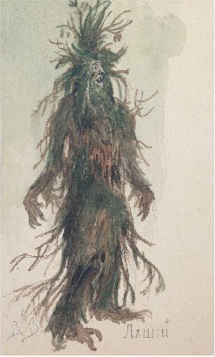
В. М. Васнецов. Эскиз костюма лешего к опере «Снегурочка», 1885 год

В поэме Арсения Несмелова «Прощённый бес» (1941) леший раскаивается в былой жизни, когда он стаскивал звёзды с небес (по мнению Т. Ф. Усковой, это отождествление с гоголевским чёртом) и издевался над богомолками, видя, что теперь не осталось паломников в расположенную в лесу обитель Николая Угодника, кругом одни «лихие мужики», уничтожающие лес. Николай Угодник покидает лес и прощает лешего, говоря, что ему зачлась его защита лесных животных, предлагает идти вместе с ним в «радостный Ерусалим». А. В. Пигин подчёркивает, что у Несмелова языческие боги и нечистая сила получают приглашение в рай, былые противоречия не важны в эпоху «лихих мужиков», которые уподобляются чертям. Как прощённый бес, леший в поэме имеет сходство с раскаявшимися демонами русских романтиков 1810—1830-х годов и, в большей степени, христианских легенд в русской книжности и фольклоре XVIII—XX веков. Однако для него испытанием являлась именно возможность спасения, которую леший отвергает, так как не может оставить без защиты лесных обитателей, чем подтверждает свою праведность. Николай перекрестил лешего на прощание, что придало тому сил.
В советской военной прозе черты лешего просматриваются как в положительных героях, например в «чудесном помощнике» дедушке Селиване в повести Евгения Носова «Усвятские шлемоносцы» (1977), так и в отрицательных, например, образы немцев в повести Виктора Астафьева «Пастух и пастушка» (1967). В рассказе Евгения Носова «Сронилось колечко» (2002), посвящённом эпохе коллективизации, перемены в обществе отрицательно сказались и на нечистой силе: в результате остановки мельниц исчезли речные омуты, и водяные были вынуждены перебраться в лес, где выживают как могут — «дегтярничают, живицу сочат, дорожки к белым грибам за полтину указывают», а лешие же оказались «посноровистей» — устроились на службу в лесничие. Так выродилось таинственное, неизведанное.
Также леший появляется в литературных сказках, а начиная с 1990-х годов — в славянском фэнтези, например, в «Саге о Ведьмаке» (с 1980-х) Анджея Сапковского, но всё же в основном в тех произведениях, которые близки к сказке, правда зачастую в «обытовлённом» образе.

### В изобразительном искусстве
Как и другие мифологические персонажи, леший стал объектом интереса художников. По наблюдению О. А. Черепановой, они чаще всего изображают лешего древовидным. Одним из первых нарисовал лешего Виктор Васнецов, создавший эскиз его костюма к опере «Снегурочка» в 1885 году; его леший стар и древоподобен с ногами-корнями и ветвями, покрывающими всё тело, на голове веточки с листвой:310-311. Пан на «одноимённой картине» Михаила Врубеля 1889 года изображён на фоне типичного севернорусского пейзажа и не отделим от него, что роднит этот образ с образом лешего:311.
К образу лешего обращался Николай Рерих. На юношеском эскизе «Леший» (1890-е) персонаж не индивидуализирован и не выделен из природы, что должно было передать «мироощущение древних». На рисунке «Лесовик. Кикимора. Чудо лесное» (1894) лесные духи изображены ожившими пнями, готовыми в любой момент исчезнуть. На картине «Лесовики» (1916) духи леса уподоблены ожившим валунам — карликам, а их зачарованный лес напоминает паутину, что символизирует «препятствие, возникшее на пути художника к духовной гармонии»:312-317.

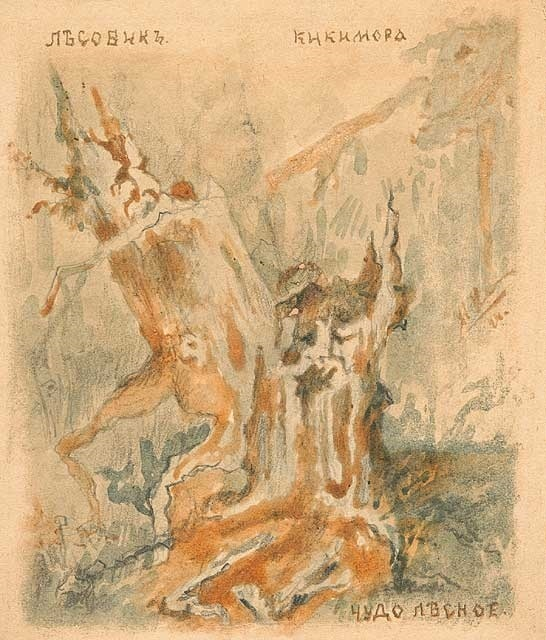
Н. К. Рерих. Лесовик. Кикимора. Чудо лесное, 1894 год

Образы духов леса присутствуют на иллюстрациях Елены Кульчицкой к книге В. Гнатюка «Нарис української міфології» (1918—1921). В «Фантазии» сидящий под деревом лесовик похож на древнегреческого силена в росписи кратера «Силен и менады» V—IV века до н. э., он выглядит добродушным. В иллюстрации «Лесовик и эхо» лесовик, в соответствии со сравнением в книге, напоминает чёрта, а также силена с амфоры VI века до н. э. Лесовики также присутствуют на линогравюрах «Мелодия гор» и «Лесовик» из серии «Легенда гор и лесов» (1936); здесь их образы ближе к славянской мифологии и более романтичны:317.

### В театральном искусстве
В пьесе Владимира Даля «Ночь на распутье» (1839, ставилась в 1850-е) леший — хитрый, никого не любящий, злобный и своенравный дух природы, правящий в лесу, однако теряющий свою силу за его пределами. В соответствии с мифологией, он может по своему желанию менять свой рост, подражать звукам леса, «водить» по лесу людей. В то же время он одинок и несчастен, будучи безответно влюблён в девушку Зорю.
В драме Александра Островского «Снегурочка» (1873) леший участвует во всех событиях в лесу. Он немногословен, сонлив, не общается с людьми и при их появлении превращается в пень или проваливается в дупло. Леший подчиняется Деду Морозу, который указывает ему охранять Снегурочку, пока он будет в северных краях, что тот и делает, спасая её от Мизгиря, заставив его блуждать по лесу. Также леший появляется в опере «Снегурочка» (1881) Николая Римского-Корсакова и фильме «Весенняя сказка» (1971) по мотивам пьесы.
В драме Леси Украинки «Лесная песня» (1911) Лесовик изображён как защитник леса, хранитель мудрости, старший наставник главной героини Мавки. Это живущий на лесной поляне бородатый дедок со степенным лицом и проворными движениями; когда он меняет одежду, то изменяется пора года. К людям, уважающим лес, например, к дяде Льву, относится хорошо, но способен и покарать, так, он превращает Лукаша в волколака за предательство Мавки. Помимо Лесовика в драме также есть лесной чёрт Куц. По мнению И. Шевченко, для Лесовика характерны черты, присущие людям, он «один из тех, кто указывает путь к гармоничному человеческому существованию». По мотивам пьесы были созданы одноимённые балет (1936), опера (1958) и фильмы (1961, 1976, 1980), в которых также участвует Лесовик.
В драматической поэме Александра Олеся «Ніч на полонині» (1941) Лесовик изображён старым и лысым с сучками по всему телу, позеленевший от мха, он хозяин леса, к людям относится хорошо; помимо Лесовика в драме также есть лесной чёрт. В драме Василия Белова «Бессмертный Кощей» (1978) леший — единственный, кто не покоряется захватившему лес Кощею и борется с ним, пока не погибает, что побуждает, однако, остальных лесных обитателей к восстанию. Также леший — один из персонажей балета «Русские сказки» (1915) на музыку Анатолия Лядова и спектакля «Аленький цветочек» (1950) режиссёра Леонида Лукьянова. Кроме того, он постоянный герой новогодних ёлок и других праздничных представлений для детей.

### В кинематографе

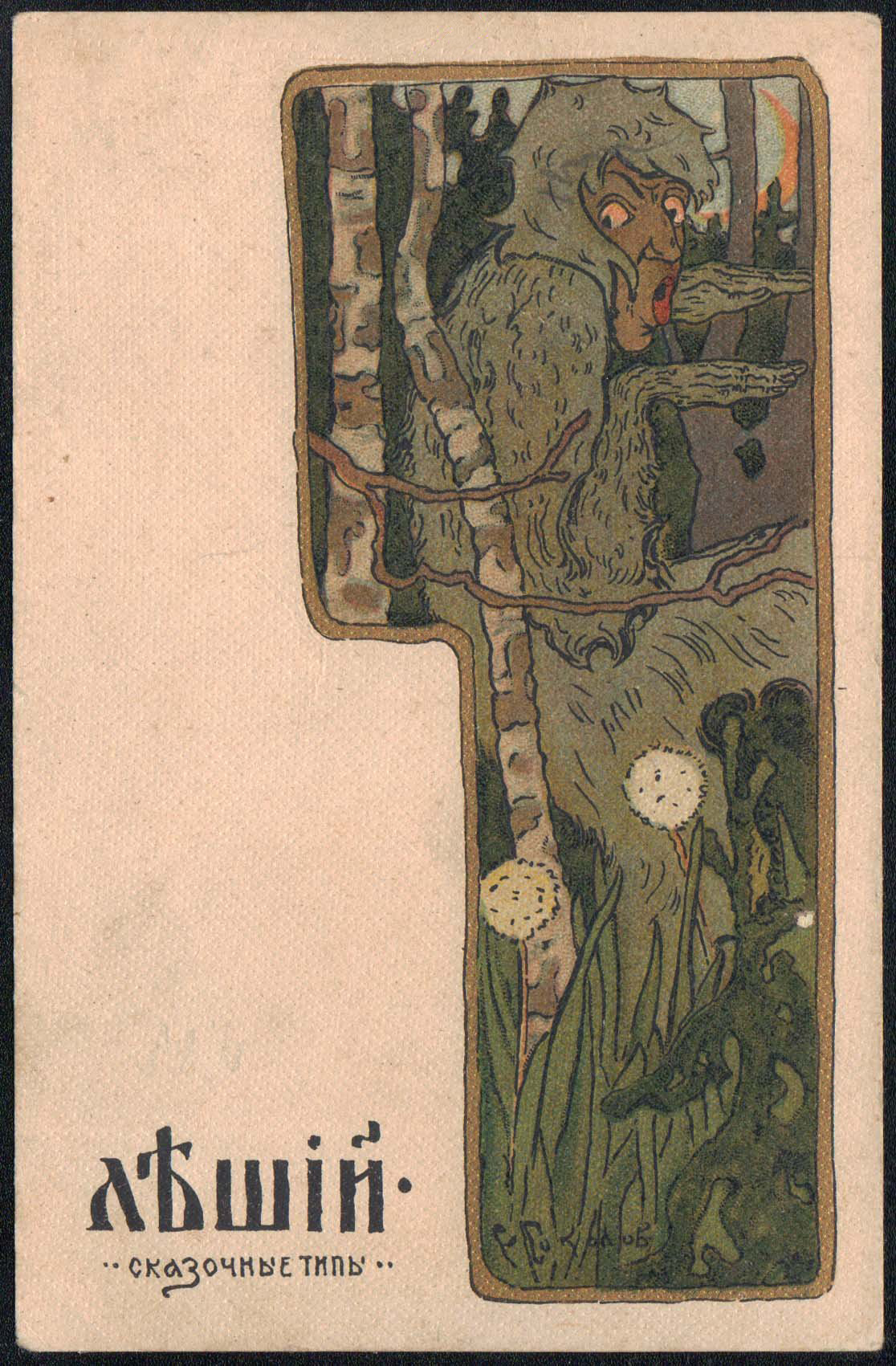
Е. Г. Соколов. Открытка из серии «Сказочные типы», начало XX века

Леший появляется в фильмах по мотивам классических пьес: «Лесная песня» (1961, роль исполняет Владимир Рудин), «Весенняя сказка» (1971, по мотивам «Снегурочки»), «Лесная песнь» (мультфильм, 1976), «Лесная песня. Мавка» (1980, роль исполняет Иван Миколайчук). Леший присутствует в экранизациях сказок Вениамина Каверина о городе Немухине — мультфильм «Немухинские музыканты» (1973), телефильмы «Немухинские музыканты» (1981, роль исполняет Сергей Яковлев) и «Лёгкие шаги» (1989, Георгий Тейх).
Также образ лешего создан в ряде самостоятельных произведений. Это, например, мультфильмы «Новогодняя ночь» (1948, озвучивает Георгий Милляр), «Дудочка и кувшинчик» (1950), «Стрела улетает в сказку» (1954, озвучивает Георгий Вицин, а в переозвучке 2001 года — Владимир Конкин), «Новогодняя сказка» (как Чудище-Снежище), (1972, озвучивает Ефим Кациров), «Приключения домовёнка» (1986, озвучивают Феликс Иванов — леший, и Светлана Травкина — внук лешего), «Уважаемый леший» (1988, озвучивает Виктор Проскурин), «Глаша и Кикимора» (1992, озвучивает Юрий Волынцев), «Месяц» (1993), «Бабка Ёжка и другие» (2006, озвучивает Александр Пожаров), «Ваня и Леший» (2010), вторая серия мини-сериала «Приключения Котигорошка и его друзей» (2014).
Леший появляется в ряде фильмов, например, новогоднем ревю «В тринадцатом часу ночи» (1969, роль исполняет Спартак Мишулин), в фильмах «Весёлое волшебство» (1969, роль исполняет Валентин Брылеев), «Золотые рога» (1972), «Новогодние приключения Маши и Вити» (1975), «Андрей и злой чародей» (1981, роль исполняет Михаил Кононов), «Сказка про влюблённого маляра» (1987, роль исполняет Александр Граве), «Лесная царевна» (2004, роль исполняет Виктор Сергачёв), «Реальная сказка» (2011, роль исполняет Георгий Штиль),"Ночные стражи" (2015, роль исполняет Игорь Верник).

### В музыке
В классической музыке образ лешего создан в следующих произведениях: а капелла для смешанного хора Александра Даргомыжского «В полночь леший…», музыка Петра Чайковского к драме «Снегурочка» (1873), опера «Снегурочка» Николая Римского-Корсакова (1881), симфоническая фантазия «Лес» Александра Глазунова (1887), фортепианная сказка «Леший» a-moll Николая Метнера (1916—1917), музыка Михаила Скорульского к балету «Лесная песня» (1936), опера «Лесная песня» Виталия Кирейко (1958), сюита Владислава Чачина «Леший» (1978) и др.
Владимир Высоцкий в песне-антисказке «Лукоморья больше нет» (1967) целенаправленно разрушает пушкинское Лукоморье, замещая его неблагообразной современностью; искажению подвергается и леший, у Высоцкого он подан «подчёркнуто реально, в духе примитивного быта советской эпохи»: это алкоголик, пропивший всё до последнего рубля, бьющий жену-лешачиху, но выпрашивающий у неё денег, угрожая пропить даже долото; от связи с лесом остаётся заготовка ягод и коры, однако и их он меряет в «килах», что также «понижает» сказку.
В песнях группы «Король и Шут» «Леший обиделся» («Камнем по голове», 1996) и «Парень и леший» («Как в старой сказке», 2001) и в песне «Леший» группы «Аркона» («Слово», 2011) поётся о запрете посещать ночной лес, в котором можно встретиться с лешим; в песнях «Короля и Шута» парню удаётся убежать или понравиться лешему, у «Арконы» же он становится его рабом, освобождающимся лишь в старости.

### В играх
Лешие (лесовики) появляются в компьютерных играх Final Fantasy IV (1991), Quest for Glory: Shadows of Darkness (1994, озвучивает Билл Фармер), «Князь: Легенды Лесной Страны» (1999), «Проклятые земли» (2000), «Проклятые земли: Затерянные в астрале» (2006), «Ведьмак 3: Дикая Охота» (2015, по мотивам серии романов «Ведьмак» Анджея Сапковского), Inscryption (2021), Cult of the Lamb (2022).

## Комментарии
1. ↑  Восходит к имени «ангела бездны», главы демонов в Ветхом завете Аполлиону.
2. ↑  О. А. Черепанова считает, что «леший» и «водяной» пришли на смену «лешей и водяной силе» заговоров XVII века, при этом слово «леший» и подобные ему «прозрачно мотивированные» названия духов появились не ранее XVII века.
3. ↑  Жития Никодима Кожеезерского, Иоанна и Лонгина Яренгских Чудотворцев, Евфросина Псковского, Иоанна Новгородского.
4. ↑  В современных быличках рассказчик иногда находит рациональное объяснение произошедшему с ним. Зафиксированы сообщения людей, которых принимали за лешего, и сообщения о том, что люди специально переодевались в лешего или рассказывали о пугающих явлениях, чтобы отвадить конкурентов от богатых ягодами или зверем участков, пастухи перекладывали на лешего вину за пропавший скот, имитировали лешего и просто ради шутки. Многие информанты объясняют увиденное психологическим состоянием, страхом: «Если кто-нибудь чего-нибудь боится, так ему и блазнится, а кто не боится, так подойдёт и пощупает то, что ему поблазнилось».
5. ↑  Впрочем, Э. В. Померанцева в 1975 году отмечала, что большое количество записанных современных быличек «характеризует не столько состав народного репертуара, сколько интерес современной науки к несказочной прозе» и рассказывание быличек «явно стимулируется собирателями». Т. В. Савельева в 2015 году отмечает, что леший, как и большинство традиционных персонажей, «уходит в пассивный запас. <…> Вера в лешего как в сверхъестественную силу, хозяина леса, который может „водить человека по тайге неделями, не давая найти дорогу“, <…> остаётся актуальной, однако персонификация уже стёрта, и нарративов, фиксирующих встречу человека с лешим, не наблюдается».
6. ↑  С. А. Токарев был убеждён, что образ лешего создан земледельцами, для которых лес был чужой территорией. Э. В. Померанцева считала его доводы не убедительными, подчёркивала сложность образа и утверждала, что он мог быть создан как земледельцами, так и скотоводами, так и, особенно, охотниками.
7. ↑  Н. А. Криничная считала, что это последствие родства и воздействия образов домашних духов.
8. ↑  П. Ф. Маркин также указывал на ассоциацию с древнегреческими Паном и сатирами.
9. ↑  Т. Б. Щепанская показывает, что встречный человек на основе его необычных особенностей часто распознавался как леший, зачастую для этого было достаточно всего лишь непривычных деталей в одежде, теле или поведении.
10. ↑  Для лешего вообще характерно тяготение к левому, что является знаком его потусторонности, инаковости, отрицательности.
11. 1 2 3 4  По мнению О. А. Черепановой, последнее указывает на совмещение образа лешего с образом чёрта.
12. ↑  П. Ф. Маркин предполагает, что это сопряжение с эпическими героями.
13. ↑  По мнению Н. А. Криничной, всё это отголоски зооморфного облика.
14. ↑  Е. Е. Левкиевская указывает, что пояс воспринимался как атрибут крещённого человека. Н. А. Криничная считает его признаком связи с вечностью и силы, а его отсутствие — потерей силы. П. Ф. Маркин указывает, что пояс в мифопоэтической символике «знаменует, с одной стороны, магический круг с оппозицией „своего — чужого“, с другой, — знак приобщения к циклическом круговороту природы»).
15. ↑  Н. А. Криничная ссылается по этому поводу на В. Тёрнера, согласно которому «раздетость мифологического персонажа — знак его лиминальности, пребывания между „тем“ и „этим“ мирами, когда он не там, но и не здесь». П. Ф. Маркин считает, что нагота — это «выражение его субстанциональной сущности».
16. ↑  Н. А. Криничная считает, что это потому, что он сам тень, то есть дух.
17. ↑  Т. А. Новичкова считает, что это отголоски языческих брачных обрядов, проводившихся в лесу.
18. ↑  Согласно Н. А. Криничной, это вызвано тождеством семантики образов леса и горы в фольклоре.
19. ↑  М. Н. Власова указывала, что это связано «с доминированием темы земли, синкретичностью, целостностью восприятия крестьянством окружающего мира».
20. ↑  Н. А. Криничная считает, что обиталище лешего в глубинах леса, в так называемом «маточнике», является подобием тотемического центра, в котором находились души умерших данной тотемической группы.
21. ↑  Согласно Н. А. Криничной, это знак зооморфности.
22. ↑  А. Ф. Журавлёв предполагает, что это имя может быть связано с допотопным патриархом Мафусаилом, с библейским же антропонимом Мисаил, с верховным дьяволом Сатанаилом и с библейским пророком Самуилом.
23. ↑  Впрочем, иногда местные жители считали, что знают, где они проходят.
24. ↑  С. Ю. Неклюдов указывает, что образцом для возникновения данного понятия, вероятнее всего, послужили звериные тропы. Он не исключает здесь также «идею принадлежности дороги / тропы тому, кто её проложил и/или регулярно использует», которая «также формирует представление о чужой и своей дороге», а дорога лешего чужая по определению.
25. ↑  Зыбка — люлька, колыбель. А. Ф. Журавлёв обращает внимание, что качание на качелях рассматривалось поборниками православной благопристойности как языческая, греховная забава. Зыбочником также могли называть обманщика, хитреца и эпилепсию.
26. ↑  Н. А. Криничная видит в этом проявление растительной ипостаси лешего. Ю. А. Кошкарова — отголоски родства лешего с медведем. П. Ф. Маркин — предположительное древнее олицетворение лешим весенне-летнего природного цикла.
27. ↑  Д. К. Зеленин отмечал, что леший самый «чистый» среди всей нечистой силы и «по своей природе ближе всего к человеку». Некоторые исследователи указывают, что образ лешего постепенно становился всё более негативным под воздействием христианства, сливаясь с образами бесов и чертей.
28. ↑  Т. Б. Щепанская считает, что лешего можно рассматривать как персонификацию нормативных комплексов, через него культура находит способ контролировать человека даже вне поселения, где, казалось бы, он волен делать всё, что захочет.
29. ↑  В. П. Зиновьев указывал, что в современных быличках поведение лешего уже практически всегда вызвано желанием пошутить или бытовой необходимостью и очень редко приводит к трагическим последствиям. Несмотря на мрачную атмосферу, они вызывают не страх, а удивление. О. К. Ансимова и О. В. Голубкова отмечают, что в наши дни леший, став героем многочисленных детских произведений, «отчасти утратил ряд признаков, характеризующих его как могущественного лесного властелина».
30. ↑  То есть первое яйцо, полученное от попа во время христосования. Н. А. Криничная видит в этом магию начала и усиление или обновление охотником жизненной силы лешего.
31. ↑  По мнению Н. А. Криничной, смех, благодаря своей возрождающей функции, обеспечивает изменение состояния лешего. Также она высказывает предположение, что леший хохочет в человеческом мире, потому что в ином мире не смеются.
32. ↑  А. Н. Афанасьев предполагал, что, переодевшись таким образом, человек будет идти не в ту сторону, в которую его ведёт леший, а в обратную, и выйдет на дорогу. Н. А. Криничная считает, что такое переодевание помогает перейти из потустороннего мира в диаметрально противоположный, то есть человеческий. Е. Л. Мадлевская указывает, что после переодевания леший перестаёт видеть человека. Т. Б. Щепанская считает, что человек таким образом стремится делать всё наоборот, показывая, что стремится выйти из-под чужого влияния. М. Ю. Латышкевич предполагает, что человек в таком случае как будто делается своим отражением, по своей воле переходит в иной мир, присоединяется к его жителям; леший теперь видит его не человеком, а такой же нечистой силой, существующей в том же измерении, что и он. Сам леший был одет подобным образом, и в обычных условиях такое переодевание не допускалось.
33. ↑  О. А. Черепанова и Н. А. Криничная отмечают связь похищения со смертью, а леса — с царством мёртвых, иным миром, существующим параллельно нашему. Черепанова считает, что в рассказах о похищении с представлениями о лешем соединяются более древние мотивы поклонения предкам и посещения того света. В похищении подростков И. А. Морозов и Н. А. Криничная видят отголоски древних обрядов инициации, проходивших в лесу.
34. ↑  По мнению Н. А. Криничной, этот мотив уходит корнями к мифу о браке человека с тотемным животным.
35. ↑  Т. Б. Щепанская отмечает, что действиями лешего, как и другой нечистой силы, объясняли «целый ряд нарушений в репродуктивной сфере: брак похищением, внебрачные связи и рождения, тайные роды, появление уродливых, слабоумных, незаконнорождённых детей, детская смерть, пропажа ребёнка в лесу, материнское проклятие».
36. ↑  По мнению Н. А. Криничной, они как бы растворяются в природе.
37. ↑  Согласно Т. Б. Щепанской, таким образом, состояние декоммуникации и социальной дезинтеграции мифологизировалось как последствие пребывания под властью лешего.
38. ↑  Э. В. Померанцева указывала, что леший в этом случае явно замещает чёрта.
39. ↑  Т. А. Щепанская предполагает, что это могут быть «следы архаических охотничьих обрядов, призванных обеспечить добычу» и указывает на сходство этого сюжета с поверьями многих охотничьих народов о сексуальной связи охотника с хозяйкой леса, дарующей ему охотничью удачу при условии сохранения верности. Она отмечает также, что смертельный исход эти истории имеют в основном в рассказах женщин, а мужчины воспринимали их как «бабьи запуги».
40. ↑  Н. А. Криничная считает, что отождествление с некогда «хозяином леса» — медведем — практически стёрто.
41. ↑  В литературе упоминался сербский лесник — рогатый, одетый в шкуры покровитель животных. Однако Л. Раденкович[серб.] показал, что этот персонаж не существовал в народных верованиях.
42. ↑  Е. Е. Левкиевская указывает, что у западных славян функции покровителя лесов и защитника людей от волков полностью перешли к святым Хуберту и Николаю.
43. ↑  Например, оно один раз использовано в Синодальном переводе Книги пророка Исаии и для перевода названия фильма о персонаже американских комиксов.
44. ↑  Например, главного героя пьесы А. П. Чехова «Леший» (1889).
45. ↑  Леший Трофим Пантелеевич, закончивший Институт усовершенствования леших и домовых и пользующийся в городе большим влиянием, обычно выглядит как мужичок в тулупе.
46. ↑  Леший и Дед Мороз спорят, что лучше: первый демонстрирует сказочные чудеса (самоходную печь и ковёр-самолёт), второй — достижения техники (автомобиль и самолёт). Леший признаёт поражение, но Дед Мороз говорит, что ценно и то, и другое.
47. ↑  Показан «старик-боровик, коренной лесовик, главный начальник над всеми грибами и ягодами». У него есть волшебная дудочка, которая своей игрой способна открывать скрытые под листьями ягоды. Боровик учит девочку Женю не лениться.
48. ↑  Дед лесник-лесовик сохраняет сказку в одноимённом заповеднике. Когда главный герой мальчик Вова заблудился, он даёт ему волшебное зеркало, шапку-невидимку и волшебный клубочек.
49. ↑  Главный герой — Чудище-Снежище, хранитель леса. Он прогоняет чужаков из леса. В конце мультфильма подружился с ребятами из соседней школы и переехал жить в школьную сторожку.
50. ↑  Лешие в мультфильме связаны со сменой времён года — пока они не выйдут из зимней спячки, не наступит весна.
51. ↑  Леший изображён добродушным мужичком с рыжими волосами и растущими кое-где из головы мухоморами. Он отказывается от предложения Бабы Яги запечь Иванушку и мечтает понравиться его сестре Алёнушке. Способен принимать разные образы, например, в мультфильме превращается в кричащего клоуна[англ.], Кощея Бессмертного и чудище болотное.
52. ↑  По мотивам сказки Алексея Толстого «Кикимора» (1910). Леший изображён старичком с носом-веточкой, он может превращаться в пень, играет со звёздами, сидя на верхушке дерева. Главная героиня спасает его от водяного, а он помогает ей спасти сестру от кикиморы.
53. ↑  Леший предстаёт в образах зайца и старца, помогает главным героям найти друг друга. Также в этом мультфильме есть и пущевик — злой лесной дух, вполне в соответствии с мифологией.
54. ↑  Царь посадил лешего в клетку, за то, что тот мешал ему охотиться, но царевич Ваня освободил его. Взамен леший и его внучка помогли Ване победить Змея Горыныча.
55. ↑  Непослушные дети освобождают из прадедушкиного сундука злого лесовика Бо-бо, который при помощи ходячего дерева похищает детей и превращает их в деревья. С ним справляются и освобождают детей главные герои — богатыри Котигорошко и его друзья Вернигора, Вернидуб и Крутиус.
56. ↑  Леший вместе с остальными мифологическими персонажами смотрит праздничное телевидение.
57. ↑  Леший поначалу ведёт себя вредно, но когда ему симпатизирует мальчик, называя весёлым Лёшей, он меняется, бежит играть в футбол и помогает одолеть Кащея.
58. ↑  Древний леший Капитоныч (Алексей Смирнов), сначала молча наблюдавший за происходящим, но в конце взбунтовавшийся и помогший главным героям в противостоянии с Бабой Ягой; сообщники Бабы Яги весёлые лешаки Хохрик (Юрий Харченко), Тяп (Иван Байда) и Ляп (Александр Горбачёв) и множество маленьких лешачков.
59. ↑  Пособник Кащея злой Леший (Георгий Штиль), вместе с Бабой Ягой и котом Матвеем играет в ВИА «Дикие гитары» и стремится сбить с дороги главных героев. Также в фильме есть помогающий героям добрый Лесовичок (Борис Смолкин).
60. ↑  Леший — один из слуг злого чародея Цмока. Ему не нравится прислуживать ему, но он его боится. Леший изображён мохнатым, с хвостом, рожками и когтями.
61. ↑  Леший помогает главному герою в поисках Кащея: знакомит его с Бабой Ягой и дарит шапку мудрости и яйцо, похожее на то, в котором хранится Кащеева смерть.
62. ↑  Леший — один из представителей нечисти, мешающей царевичу Ивану и лесной царевне Марье быть вместе.
63. ↑  Леший, как и остальные герои сказок, оказывается в нашем мире, где становится бомжом.